# Джейк Оттінджер
Джейк Оттінджер (англ. Jake Oettinger; нар. 18 грудня 1998, Фармінгтон) — американський хокеїст, воротар клубу НХЛ «Даллас Старс». Гравець збірної команди США.

## Ігрова кар'єра
Хокейну кар'єру розпочав 2013 року виступами за юніорську команду «Лейквіль». Надалі продовжив грати в складі юніорської збірної США за програмою розвитку юніорського хокею США.
З 2016 по 2016 роки Джейк захищав кольори хокейної команди Бостонського університету.
2017 року був обраний на драфті НХЛ під 26-м загальним номером командою «Даллас Старс».
25 березня 2019 року Оттінджер підписав трирічний контракт початкового рівня з «Даллас Старс». Два сезони Джейк відіграв за фарм-клуб «Техас Старс»..
8 вересня 2020 року Джейк дебютував у НХЛ, замінивши Антона Худобіна в третьому періоді в матчі проти команди «Вегас Голден Найтс». У сезоні 2020–21 Оттінджер став другим воротарем через травму основного голкіпера «зірок» Бена Бішопа.
У наступному сезоні Оттінджер провів у складі «Старс» понад 50% всіх матчів, завдяки чому клуб вийшов до плей-оф. У першому раунді вони поступились в серії до чотирьох перемог «Калгарі Флеймс» 3–4. У сьомій грі в овертаймі Джонні Годро закинув переможну шайбу у ворота Оттінджера.
1 вересня 2022 року Джейк підписав із «Старс» трирічний контракт.

## На рівні збірних
У складі юніорської збірної США чемпіон світу 2015 року.
У складі молодіжної збірної США чемпіон світу 2017 року.
Гравець збірної команди США.

## Нагороди та досягнення
- Учасник матчу усіх зірок НХЛ — 2024.

## Статистика

### Клубні виступи
| Сезон        | Клуб                    | Ліга         | Регулярний сезон | Регулярний сезон | Регулярний сезон | Регулярний сезон | Регулярний сезон | Регулярний сезон | Регулярний сезон | Регулярний сезон | Регулярний сезон | Плей-оф | Плей-оф | Плей-оф | Плей-оф | Плей-оф | Плей-оф | Плей-оф | Плей-оф |
| Сезон        | Клуб                    | Ліга         | І                | В                | П                | Н/OT             | Хв               | ПГ               | ІБГ              | ПГГ              | %ВК              | І       | В       | П       | Хв      | ПГ      | ІБГ     | ПГA     | %ВК     |
| ------------ | ----------------------- | ------------ | ---------------- | ---------------- | ---------------- | ---------------- | ---------------- | ---------------- | ---------------- | ---------------- | ---------------- | ------- | ------- | ------- | ------- | ------- | ------- | ------- | ------- |
| 2013–14      | «Лейквіль»              | Міннесота    | 9                | 7                | 2                | 1                | 465              | 17               | 2                | 1.86             | .931             | 2       | —       | —       | —       | —       | —       | 0.50    | .973    |
| 2014–15      | США                     | ХЛСШ         | 20               | 5                | 10               | 0                | 1,058            | 57               | 1                | 3.23             | .907             | —       | —       | —       | —       | —       | —       | —       | —       |
| 2015–16      | США                     | ХЛСШ         | 15               | 11               | 3                | 0                | 858              | 32               | 1                | 2.24             | .919             | —       | —       | —       | —       | —       | —       | —       | —       |
| 2016–17      | Бостонський університет | ХС           | 35               | 21               | 11               | 3                | 2,131            | 75               | 4                | 2.11             | .927             | —       | —       | —       | —       | —       | —       | —       | —       |
| 2017–18      | Бостонський університет | ХС           | 38               | 21               | 13               | 4                | 2,325            | 95               | 5                | 2.45             | .915             | —       | —       | —       | —       | —       | —       | —       | —       |
| 2018–19      | Бостонський університет | ХС           | 36               | 16               | 16               | 4                | 2,110            | 86               | 4                | 2.45             | .926             | —       | —       | —       | —       | —       | —       | —       | —       |
| 2018–19      | «Техас Старс»           | АХЛ          | 6                | 3                | 2                | 1                | 364              | 15               | 0                | 2.47             | .895             | —       | —       | —       | —       | —       | —       | —       | —       |
| 2019–20      | «Техас Старс»           | АХЛ          | 38               | 15               | 16               | 4                | 2,104            | 90               | 3                | 2.57             | .917             | —       | —       | —       | —       | —       | —       | —       | —       |
| 2019–20      | «Даллас Старс»          | НХЛ          | —                | —                | —                | —                | —                | —                | —                | —                | —                | 2       | 0       | 0       | 37      | 0       | 0       | 0.00    | 1.000   |
| 2020–21      | «Даллас Старс»          | НХЛ          | 29               | 11               | 8                | 7                | 1,605            | 63               | 1                | 2.36             | .911             | —       | —       | —       | —       | —       | —       | —       | —       |
| 2021–22      | «Даллас Старс»          | НХЛ          | 48               | 30               | 15               | 1                | 2,708            | 114              | 1                | 2.53             | .914             | 7       | 3       | 4       | 430     | 13      | 1       | 1.81    | .954    |
| 2022–23      | «Даллас Старс»          | НХЛ          | 62               | 37               | 11               | 11               | 3,645            | 144              | 5                | 2.37             | .919             | 19      | 10      | 9       | 1,078   | 55      | 1       | 3.06    | .895    |
| 2023–24      | «Даллас Старс»          | НХЛ          | 54               | 35               | 14               | 4                | 3,085            | 140              | 3                | 2.72             | .905             | 19      | 10      | 9       | 1,207   | 45      | 0       | 2.24    | .913    |
| Усього в НХЛ | Усього в НХЛ            | Усього в НХЛ | 193              | 113              | 48               | 23               | 11,041           | 461              | 10               | 2.51             | .913             | 47      | 23      | 22      | 2,752   | 113     | 2       | 2.46    | .915    |

### Збірна
| Рік                | Команда            | Турнір             | Місце              |    | І | В | П | ОТ  | Хв | ПГ | ІБГ  | ПГГ  | %ВК |
| ------------------ | ------------------ | ------------------ | ------------------ | -- | - | - | - | --- | -- | -- | ---- | ---- | --- |
| 2014               | США                | U17                | 2                  | 3  | 2 | 1 | 0 | 178 | 4  | 0  | 1.34 | .934 |     |
| 2015               | США                | ЮЧС18              | 1                  | —  | — | — | — | —   | —  | —  | —    | —    |     |
| 2016               | США                | ЮЧС18              | 3                  | 4  | 4 | 0 | 0 | 240 | 6  | 1  | 1.50 | .934 |     |
| 2017               | США                | МЧС                | 1                  | —  | — | — | — | —   | —  | —  | —    | —    |     |
| 2018               | США                | МЧС                | 3                  | 3  | 2 | 0 | 0 | 130 | 6  | 0  | 2.77 | .889 |     |
| 2021               | США                | ЧС                 | 3                  | 3  | 3 | 0 | 0 | 175 | 4  | 0  | 1.37 | .934 |     |
| Молодіжна збірна   | Молодіжна збірна   | Молодіжна збірна   | Молодіжна збірна   | 10 | 8 | 1 | 0 | 448 | 16 | 1  | 2.14 | .927 |     |
| Національна збірна | Національна збірна | Національна збірна | Національна збірна | 3  | 3 | 0 | 0 | 175 | 4  | 0  | 1.37 | .934 |     |